# Enrico VI il Buono
Enrico VI il Buono, citato anche come Enrico di Breslavia (in polacco Henryk VI Dobry; 8 marzo 1294 – 24 novembre 1335) fu duca di Breslavia (Wrocław) dal 1296 (regnante insieme al fratello fino al 1311).
Era il secondo figlio di Enrico V il Grasso (Enrico V di Slesia), duca di Legnica e Breslavia, avuto da sua moglie Elisabetta, figlia di Boleslao il Pio, duca della Grande Polonia.

## Biografia
Il padre di Enrico morì nel 1296, quando Enrico aveva due anni. Poiché lui e i suoi fratelli, Boleslao III il Prodigo e Ladislao (che nacque dopo la morte del padre), erano minorenni, la reggenza delle loro terre fu rilevata dalla madre, la duchessa vedova Elisabetta (morta nel 1304) e dal loro zio paterno Bolko I (m. 1301). Tra il 1301 e il 1302 la tutela ufficiale dei figli di Enrico V fu esercitata da Enrico di Wierzbna, vescovo di Breslavia. Infine l'autorità sul Ducato di Breslavia-Legnica fu assunta personalmente dal re Venceslao II di Boemia e Polonia, che portò Boleslao III alla sua corte a Praga. Non si sa cosa sia successo a Enrico durante questo periodo.
La prima menzione di Enrico avviene nel 1310 quando sposò Anna, di diversi anni più grande, figlia di Alberto I d'Asburgo, sovrano d'Austria. Un anno dopo, a seguito delle pressioni della nobiltà di Breslavia e Legnica (stanche del governo trascurato di Boleslao III), il Ducato fu diviso in tre parti: Breslavia, Legnica e Brzeg; la più povera e meno importante era Brzeg. Nel trattato di divisione era previsto che il fratello che avesse preso questo distretto ricevesse anche dagli altri due una sorta di risarcimento. Essendo il più anziano, Boleslao III poté scegliere per primo; avendo problemi finanziari, scelse Brzeg e il risarcimento monetario. Di conseguenza, a Enrico fu permesso di prendere Breslavia. Non ebbe problemi a pagare il debito con il fratello maggiore (grazie all'aiuto dei ricchi patrizi di Breslavia) e mantenne il distretto. Il fratello più giovane, Ladislao, che ricevette Legnica, non poté pagare la sua parte del debito e per questo fu espulso dalla sua terra da Boleslao III.
Tra il 1312 e il 1317 scoppiò un conflitto tra Boleslao III e i duchi di Głogów. Enrico e suo fratello si allearono con il sovrano della Piccola Polonia, Ladislao il Breve e con le loro forze iniziarono una spedizione contro i figli di Enrico III di Głogów. Come pretesto usarono il fatto che Enrico III era direttamente responsabile della morte prematura di Enrico V di Slesia (il padre di Enrico e Boleslao III). Alla fine, LLadislao il Breveriuscì a catturare quasi tutta la Grande Polonia, ma i suoi alleati presero solo le città di Uraz (che fu data a Enrico) e Wołów e Lubiąż (concessa a Boleslao III).
Nel 1314 Enrico sostenne suo cognato Federico I d'Asburgo ("Federico il Bello") nello scontro per il trono di Germania.
La guerra con Głogów ricominciò nel 1321. Questa volta, tuttavia, Enrico non era convinto dell'opportunità e nel 1322 firmò una pace separata con i duchi di Głogów, ricevendo in cambio Smogorzew. L'accordo fu rafforzato con il matrimonio della figlia maggiore di Enrico, Elisabetta, con il duca Corrado I di Oleśnica.
A quel punto i rapporti tra Enrico e suo fratello maggiore Boleslao III si erano seriamente deteriorati. Le ragioni di ciò erano il rifiuto di Enrico di sostenere la politica apertamente militaristica di suo fratello (come evidenziato dopo aver firmato una pace con Corrado I di Oleśnica e i suoi fratelli) e le pretese di Boleslao di controllare la ricca città di Breslavia. Boleslao fece persino una proposta ufficiale per scambiare il suo distretto di Legnica con Breslavia. Enrico rifiutò questa transazione sfavorevole. La guerra tra i fratelli divenne imminente.
Enrico ristabilì i contatti con Ladislao il Breve (ora re di Polonia) e gli promise omaggio e lo nominò suo erede in cambio dell'aiuto contro Boleslao. Tuttavia, Ladislao I temeva un confronto diretto con il Regno di Boemia e rifiutò l'offerta. Successivamente, Enrico chiese aiuto all'imperatore Ludovico IV. Il 20 aprile 1324 il duca di Breslavia si dichiarò vassallo dell'Impero; in cambio, Enrico ottenne il diritto di successione sulle sue terre per le sue figlie e, di conseguenza, la diseredità di Boleslao III e dei suoi discendenti. Questa decisione spinse Boleslao a compiere tentativi armati per risolvere la controversia, ma alla fine Boleslao fallì a causa delle potenti mura di Breslavia.
Tuttavia, il suo omaggio al Sacro Romano Impero non misero al sicuro le sue terre, anche perché i combattimenti con Boleslao III non cessarono. Per rimediare a questo, nel 1325, Enrico organizzò il matrimonio della sua seconda figlia Eufemia con Boleslao il Vecchio, duca di Niemodlin (Falkenberg). Entrò anche in un'alleanza con l'Ordine Teutonico, diretta contro il principale sostenitore di Boleslao in Slesia, il re di Polonia, Ladislao I il Breve.
Alla fine, sotto la pressione della nobiltà di Breslavia, Enrico optò per un'alleanza con Giovanni di Lussemburgo, re di Boemia. La firma dell'accordo avvenne a Breslavia il 6 aprile 1327. Secondo i termini del trattato, Breslavia rimase indipendente, ma dopo la morte di Enrico sarebbe stata annessa al Regno di Boemia. In cambio di queste concessioni, Enrico ottenne dal re le terre di Kladsko (allora parte nord-orientale della Boemia) per tutta la vita e una cospicua pensione.
In materia di politica interna, Enrico fu sottomesso alla potente nobiltà di Breslavia, che ricevette da lui molti privilegi. Il suo rapporto con la Chiesa fu molto fermo e teso, tanto che tra il 1319 e il 1321 fu scomunicato.
Enrico morì il 24 novembre 1335 e fu sepolto nella cappella di Sant'Edvige a Breslavia.

## Matrimonio e figli
Nel 1310 Enrico sposò Anna (nata a Vienna, 1280 – morta a Breslavia, 19 marzo 1327), figlia di Alberto I d'Asburgo, duca d'Austria e vedova di Ermanno, margravio di Brandeburgo-Salzwedel. Ebbero tre figlie:
- Elisabetta (nata nel 1311 circa – m. 20 febbraio? 1328), sposata prima 10 gennaio 1322 al duca Corrado I di Oleśnica.
- Eufemia (Ofka) (nata nel 1312 circa - m. 21 marzo dopo il 1384), sposata prima del 29 novembre 1325 al duca Boleslao il Vecchio di Niemodlin.
- Margareta (nata nel 1313 circa - morta l'8 marzo 1379), badessa di Santa Clara a Wrocław (1359).

Alla sua morte senza eredi maschi e secondo il trattato del 1327, Breslavia fu annessa alle terre della corona boema.

## Ascendenza
|                       |                 |                                  | Genitori               |  |  | Nonni |  |  | Bisnonni         |  |  | Trisnonni           |  |
|                       |                 |                                  |                        |  |  |       |  |  | Enrico II il Pio |  |  | Enrico I il Barbuto |  |
|                       |                 |                                  |                        |  |  |       |  |  | Enrico II il Pio |  |  | Enrico I il Barbuto |  |
|                       |                 | Edvige di Andechs                |                        |  |  |       |  |  | Enrico II il Pio |  |  |                     |  |
| Boleslao II di Slesia |                 |                                  |                        |  |  |       |  |  | Enrico II il Pio |  |  |                     |  |
|                       |                 | Anna di Boemia                   | Ottocaro I di Boemia   |  |  |       |  |  |                  |  |  |                     |  |
|                       |                 | Anna di Boemia                   | Ottocaro I di Boemia   |  |  |       |  |  |                  |  |  |                     |  |
|                       |                 | Anna di Boemia                   | Costanza d'Ungheria    |  |  |       |  |  |                  |  |  |                     |  |
| Enrico V di Slesia    |                 | Anna di Boemia                   |                        |  |  |       |  |  |                  |  |  |                     |  |
|                       |                 | Enrico I di Anhalt               | Bernardo di Sassonia   |  |  |       |  |  |                  |  |  |                     |  |
|                       |                 | Enrico I di Anhalt               | Bernardo di Sassonia   |  |  |       |  |  |                  |  |  |                     |  |
|                       |                 | Enrico I di Anhalt               | Brigitta di Danimarca  |  |  |       |  |  |                  |  |  |                     |  |
| Edvige di Anhalt      |                 | Enrico I di Anhalt               |                        |  |  |       |  |  |                  |  |  |                     |  |
|                       |                 | Ermengarda di Turingia           | Ermanno I di Turingia  |  |  |       |  |  |                  |  |  |                     |  |
|                       |                 | Ermengarda di Turingia           | Ermanno I di Turingia  |  |  |       |  |  |                  |  |  |                     |  |
|                       |                 | Ermengarda di Turingia           | Sofia di Wittelsbach   |  |  |       |  |  |                  |  |  |                     |  |
| Enrico VI il Buono    |                 | Ermengarda di Turingia           |                        |  |  |       |  |  |                  |  |  |                     |  |
|                       | Ladislao Odonic | Odon di Poznań                   |                        |  |  |       |  |  |                  |  |  |                     |  |
|                       | Ladislao Odonic | Odon di Poznań                   |                        |  |  |       |  |  |                  |  |  |                     |  |
|                       | Ladislao Odonic | Viacheslava Yaroslavna di Halych |                        |  |  |       |  |  |                  |  |  |                     |  |
| Boleslao il Pio       | Ladislao Odonic |                                  |                        |  |  |       |  |  |                  |  |  |                     |  |
|                       |                 | Jadwiga di Pomerania             | Mestwin I di Pomerania |  |  |       |  |  |                  |  |  |                     |  |
|                       |                 | Jadwiga di Pomerania             | Mestwin I di Pomerania |  |  |       |  |  |                  |  |  |                     |  |
|                       |                 | Jadwiga di Pomerania             | Swinisława di Polonia  |  |  |       |  |  |                  |  |  |                     |  |
| Elisabetta di Kalisz  |                 | Jadwiga di Pomerania             |                        |  |  |       |  |  |                  |  |  |                     |  |
|                       |                 | Béla IV d'Ungheria               | Andrea II d'Ungheria   |  |  |       |  |  |                  |  |  |                     |  |
|                       |                 | Béla IV d'Ungheria               | Andrea II d'Ungheria   |  |  |       |  |  |                  |  |  |                     |  |
|                       |                 | Béla IV d'Ungheria               | Gertrude di Merania    |  |  |       |  |  |                  |  |  |                     |  |
| Iolanda di Polonia    |                 | Béla IV d'Ungheria               |                        |  |  |       |  |  |                  |  |  |                     |  |
|                       |                 | Maria Lascaris di Nicea          | Teodoro I Lascaris     |  |  |       |  |  |                  |  |  |                     |  |
|                       |                 | Maria Lascaris di Nicea          | Teodoro I Lascaris     |  |  |       |  |  |                  |  |  |                     |  |
|                       |                 | Maria Lascaris di Nicea          | Anna Comnena Angelina  |  |  |       |  |  |                  |  |  |                     |  |
|                       |                 | Maria Lascaris di Nicea          |                        |  |  |       |  |  |                  |  |  |                     |  |